# Antoni Fabrés i Costa
Antoni Fabrés i Costa   (Barcelona, 27 de juny de 1854 - Roma, 24 de gener de 1938) fou un aquarel·lista, pintor i escultor català que va desenvolupar la seva carrera entre Mèxic, Catalunya i Roma.
La historiografia ha situat l’obra de Fabrés com a continuadora de la de Fortuny pel que fa a la temàtica, l'orientalista. Però Fabrés no pot inscriure’s en cap moviment específic i, si bé va pintar temes orientalistes comuns a molts artistes de les dècades vuitanta i noranta del segle xix, o temes com ara mosqueters i espadatxins, també va pintar molta obra dins el realisme i el naturalisme, que s'ha d’entendre com una mirada àcida i crítica vers la societat. El naturalisme i la denúncia de les diferències socials van tenir en Fabrés un defensor acèrrim. Va ser un gran retratista que cercava, sobretot, la mirada del retratat com a element principal. La seva preocupació per la llum el va portar a investigar-ne la incidència en els colors, tant d’interiors com de paisatges, i va assolir fins i tot en alguns quadres, aspectes més aviat hiperrealistes.
El 1926 va fer una gran donació de la seva obra a la Junta de Museus de Catalunya. Actualment es conserva al Museu Nacional i a l’antiga Casa del Comú, a Les Corts (Barcelona).

## Biografia
Fill de Gaietà Fabrés i de Magina Costa, va néixer a la vila de Gràcia. El seu pare fou el seu primer mestre tan de pintura com d'escultura, demostrant des de molt petit extraordinàries habilitats. El 1867 obté una medalla i ingressa a l'Escola de Llotja de Barcelona estudià escultura. El 1875 va rebre un premi pel qual va marxar pensionat a Roma on aviat va deixar de crear escultures i va consolidar la seva mestria en la pintura. Treballà a Barcelona entre 1886 i 1892, quan va marxar a viure a París, on el seu prestigi internacional augmentà, gràcies al suport del seu marxant Adolphe Goupil i als nombrosos premis guanyats.
El president de Mèxic, Porfirio Díaz, el va nomenar Inspector General de Belles Arts de Mèxic, càrrec que ostentà fins al 1908. Tornà a Roma on morí el 1938.
L'any 2019, el Museu Nacional d'Art de Catalunya, on es conserva la donació de més de 200 obres de l'artista, li va fer una exposició monogràfica.

## Obra
La seva obra està en el domini públic en moltes parts del món. A l'estat espanyol entra en domini públic des de l'1 de gener de 2019.

### Escultura
- El domador de serpents
- El suplici de Prometeu

### Pintura
Es conserven moltes pintures d'Antoni Fabrés a l'antiga casa del comú del barri de les Corts, a la plaça de Comas (Barcelona). També hi ha pintures i dibuixos seus als fons del Museu Nacional d'Art de Catalunya.

### Llista d'obres
Informació actualitzada per un bot. Els canvis manuals es perdran quan s'actualitzi!
| Imatge | Tipus            | Títol                                                                                         | Col·leccióInventari                                 | Part de | Catàleg | Data creació            | Autor                 | InscripcióDimensions              | Material                     | Gènere artístic     | Moviment              | Dades a Wikidata              |
| ------ | ---------------- | --------------------------------------------------------------------------------------------- | --------------------------------------------------- | ------- | --- | ----------------------- | --------------------- | --------------------------------- | ---------------------------- | ------------------- | --------------------- | ----------------------------- |
|        | pintura          | The Drunkards                                                                                 | Museu Nacional d'Art de Mèxic (6540 )               |         | | 1896                    | Antoni Fabrés i Costa | 2.500 () × 3.700 () mm ·          | pintura a l'oli llenç        |                     |                       | Modifica les dades a Wikidata |
|        | pintura          | Vista de la capital de Mèxic                                                                  | Museu Nacional d'Art de Catalunya (011862-000 )     |         | | 1903 ↔ 1906             | Antoni Fabrés i Costa | 30 () × 50 () cm ·                | pintura a l'oli taula        | paisatge            | modernisme            | Modifica les dades a Wikidata |
|        | pintura          | Núvol blanc                                                                                   | Museu Nacional d'Art de Catalunya (011853-000 )     |         | | 1899                    | Antoni Fabrés i Costa | 42,5 () × 49,5 () cm ·            | pintura a l'oli cartó        | paisatge            | modernisme            | Modifica les dades a Wikidata |
|        | pintura          | Retrat de Glòria Fabrés                                                                       | Museu Nacional d'Art de Catalunya (011727-000 )     |         | | 1911                    | Antoni Fabrés i Costa | 215 () × 78 () cm ·               | pintura a l'oli llenç        | retrat              | modernisme            | Modifica les dades a Wikidata |
|        | pintura          | Voluptuositat                                                                                 | Museu Nacional d'Art de Catalunya (011725-000 )     |         | | 1925                    | Antoni Fabrés i Costa | 92,5 () × 192,5 () cm ·           | pintura a l'oli llenç        | nu                  |                       | Modifica les dades a Wikidata |
|        | pintura          | Pelegrinatge marroquí                                                                         | Museu Nacional d'Art de Catalunya (011722-000 )     |         | | 1920                    | Antoni Fabrés i Costa | 25 () × 35 () cm ·                | pintura a l'oli taula        | costumisme          | costumisme            | Modifica les dades a Wikidata |
|        | pintura          | Un model de la Via Margutta                                                                   | Museu Nacional d'Art de Catalunya (011720-000 )     |         | | 1925                    | Antoni Fabrés i Costa | 159 () × 70 () cm ·               | pintura a l'oli llenç        | retrat              |                       | Modifica les dades a Wikidata |
|        | pintura          | Eva vers la llum                                                                              | Museu Nacional d'Art de Catalunya (011705-000 )     |         | | 1925                    | Antoni Fabrés i Costa | 268 () × 109 () cm ·              | pintura a l'oli llenç        | al·legoria          |                       | Modifica les dades a Wikidata |
|        | pintura          | La immensitat                                                                                 | Museu Nacional d'Art de Catalunya (011849-000 )     |         | | 1897                    | Antoni Fabrés i Costa | 44,5 () × 65 () cm ·              | pintura a l'oli cartó taula  | paisatge            | modernisme            | Modifica les dades a Wikidata |
|        | pintura          | Retrat de la senyora Luca                                                                     | Museu Nacional d'Art de Catalunya (011733-000 )     |         | | 1919                    | Antoni Fabrés i Costa | 230 () × 100 () cm ·              | pintura a l'oli llenç        | retrat              |                       | Modifica les dades a Wikidata |
|        | pintura          | Autoretrat                                                                                    | Museu Nacional d'Art de Catalunya (011730-000 )     |         | | 1920                    | Antoni Fabrés i Costa | 191 () × 81 () cm ·               | pintura a l'oli llenç        | autoretrat          |                       | Modifica les dades a Wikidata |
|        | pintura          | Puresa                                                                                        | Museu Nacional d'Art de Catalunya (011718-000 )     |         | | 1925                    | Antoni Fabrés i Costa | 165,5 () × 82 () cm ·             | pintura a l'oli llenç        | al·legoria          |                       | Modifica les dades a Wikidata |
|        | pintura          | Retrat de Gloria Fabrés                                                                       | Museu Nacional d'Art de Catalunya (011713-000 )     |         | | 1920                    | Antoni Fabrés i Costa | 198 () × 90 () cm ·               | pintura a l'oli llenç        | retrat              |                       | Modifica les dades a Wikidata |
|        | pintura          | Repòs del guerrer                                                                             | Museu Nacional d'Art de Catalunya (011724-000 )     |         | | 1878                    | Antoni Fabrés i Costa | 87,5 () × 141 () cm ·             | pintura a l'oli llenç        | orientalisme        |                       | Modifica les dades a Wikidata |
|        | pintura          | La boja                                                                                       | Museu Nacional d'Art de Catalunya (011878-000 )     |         | | 1907 ↔ 1910             | Antoni Fabrés i Costa | 124 () × 72 () cm ·               | pintura a l'oli llenç        | costumisme          | modernisme costumisme | Modifica les dades a Wikidata |
|        | pintura          | L'estudiant. Retrat del pintor Saturnino Herrán                                               | Museu Nacional d'Art de Catalunya (011877-000 )     |         | | 1908                    | Antoni Fabrés i Costa | 125 () × 74 () cm ·               | pintura a l'oli llenç        | retrat              | modernisme            | Modifica les dades a Wikidata |
|        | pintura          | L'escultor                                                                                    | Museu Nacional d'Art de Catalunya (011728-000 )     |         | | 1910                    | Antoni Fabrés i Costa | 73,5 () × 49,5 () cm ·            | pintura a l'oli llenç        | autoretrat          | modernisme            | Modifica les dades a Wikidata |
|        | pintura          | Laura                                                                                         | Museu Nacional d'Art de Catalunya (011755-000 )     |         | | 1910                    | Antoni Fabrés i Costa | 77 () × 44,5 () cm ·              | pintura a l'oli llenç        | retrat              | modernisme            | Modifica les dades a Wikidata |
|        | pintura          | La toilette                                                                                   | Museu Nacional d'Art de Catalunya (011732-000 )     |         | | 1899 c. 1911            | Antoni Fabrés i Costa | 95 () × 65,5 () cm ·              | pintura a l'oli llenç        | costumisme          | modernisme costumisme | Modifica les dades a Wikidata |
|        | pintura          | La Ciociaretta                                                                                | Museu Nacional d'Art de Catalunya (011723-000 )     |         | | c. 1911                 | Antoni Fabrés i Costa | 69 () × 27 () cm ·                | fusta pintura a l'oli        |                     | modernisme            | Modifica les dades a Wikidata |
|        | pintura          | Dant i Virgili baixant als inferns                                                            | Museu Nacional d'Art de Catalunya (011709-000 )     |         | | 1912                    | Antoni Fabrés i Costa | 88,5 () × 154 () cm ·             | pintura a l'oli llenç        |                     | modernisme            | Modifica les dades a Wikidata |
|        | pintura          | Autoretrat                                                                                    | Museu Nacional d'Art de Catalunya (010135-000 )     |         | | c. 1911                 | Antoni Fabrés i Costa | 125 () cm × 727 () mm ·           | pintura a l'oli llenç        | autoretrat          | modernisme            | Modifica les dades a Wikidata |
|        | pintura          | Un necessitat                                                                                 | Museu Nacional d'Art de Catalunya (011714-000 )     |         | | c. 1911                 | Antoni Fabrés i Costa | 124 () × 79 () cm ·               | pintura a l'oli llenç        |                     | modernisme            | Modifica les dades a Wikidata |
|        | pintura          | Mosqueter                                                                                     | Museu Nacional d'Art de Catalunya (011721-000 )     |         | | 1902                    | Antoni Fabrés i Costa | 68 () × 30 () cm ·                | fusta pintura a l'oli        |                     | modernisme            | Modifica les dades a Wikidata |
|        | pintura          | Borratxo alegre                                                                               | Museu Nacional d'Art de Catalunya (011871-000 )     |         | | 1911                    | Antoni Fabrés i Costa | 165 () × 106 () cm ·              | pintura a l'oli llenç        |                     | modernisme            | Modifica les dades a Wikidata |
|        | pintura          | L'esmolet                                                                                     | Museu Nacional d'Art de Catalunya (011736-000 )     |         | | 1894 ↔ 1901             | Antoni Fabrés i Costa | 145 () × 82 () cm ·               | pintura a l'oli llenç        |                     | modernisme            | Modifica les dades a Wikidata |
|        | pintura          | Un filòsof                                                                                    | Museu Nacional d'Art de Catalunya (011735-000 )     |         | | c. 1901                 | Antoni Fabrés i Costa | 1.065 () mm × 166 () cm ·         | pintura a l'oli llenç        |                     | modernisme            | Modifica les dades a Wikidata |
|        | pintura          | Triomf de la Comèdia                                                                          | Museu Nacional d'Art de Catalunya (011706-000 )     |         | | 1886 ↔ 1891             | Antoni Fabrés i Costa | 128 () × 211 () cm ·              | pintura a l'oli llenç        | al·legoria          | modernisme            | Modifica les dades a Wikidata |
|        | pintura          | Esbós del retrat del pintor Casanova i Estorach                                               | Museu Nacional d'Art de Catalunya (011869-000 )     |         | | 1892 ↔ 1895             | Antoni Fabrés i Costa | 118 () × 90 () cm ·               | pintura a l'oli llenç        |                     | modernisme            | Modifica les dades a Wikidata |
|        | pintura          | Testa Ludovica                                                                                | Museu Nacional d'Art de Catalunya (011868-000 )     |         | | 1910                    | Antoni Fabrés i Costa | 39 () × 32 () cm ·                | pintura a l'oli llenç        |                     | modernisme            | Modifica les dades a Wikidata |
|        | pintura          | Rocca di Papa                                                                                 | Museu Nacional d'Art de Catalunya (011860-000 )     |         | | 1910                    | Antoni Fabrés i Costa | 45 () × 100 () cm ·               | fusta pintura a l'oli        |                     | modernisme            | Modifica les dades a Wikidata |
|        | pintura          | La bella sultana                                                                              | Museu Nacional d'Art de Catalunya (011734-000 )     |         | | 1912                    | Antoni Fabrés i Costa | 76 () cm × 445 () mm ·            | pintura a l'oli llenç        | orientalisme retrat | modernisme            | Modifica les dades a Wikidata |
|        | pintura          | Retrat de cavaller                                                                            | Museu Nacional d'Art de Catalunya (011884-000 )     |         | | 1912                    | Antoni Fabrés i Costa | 90 () × 41 () cm ·                | pintura a l'oli llenç        |                     | modernisme            | Modifica les dades a Wikidata |
|        | pintura          | Princesa del set-cents                                                                        | Museu Nacional d'Art de Catalunya (011726-000 )     |         | | 1894 ↔ 1901             | Antoni Fabrés i Costa | 75,5 () × 51 () cm ·              | pintura a l'oli llenç        | retrat              | modernisme            | Modifica les dades a Wikidata |
|        | pintura          | L'arbre encantat                                                                              | Secció de Dibuix (011311-D )                        |         | | c. 1886                 | Antoni Fabrés i Costa | 152 () × 299 () cm ·              | paper aquarel·la             |                     | modernisme            | Modifica les dades a Wikidata |
|        | dibuix           | Tempus                                                                                        | Secció de Dibuix (044369-D )                        |         | | 1875 ↔ 1886             | Antoni Fabrés i Costa | 284 () × 100 () cm ·              | paper carbonet pastel        |                     | modernisme            | Modifica les dades a Wikidata |
|        | dibuix           | Silia                                                                                         | Secció de Dibuix (011864-D )                        |         | | 1902                    | Antoni Fabrés i Costa | 172 () × 253 () cm ·              | cartolina aquarel·la         |                     | modernisme            | Modifica les dades a Wikidata |
|        | dibuix           | La mort de la monja                                                                           | Secció de Dibuix (011690-D )                        |         | | 1890                    | Antoni Fabrés i Costa | 40 () × 100 () cm ·               | paper tinta                  |                     | modernisme            | Modifica les dades a Wikidata |
|        | pintura          | Retrat de Glòria Fabrés, filla de l'artista                                                   | Secció de Dibuix (011704-D )                        |         | | 1905                    | Antoni Fabrés i Costa | 144 () × 67 () cm ·               | paper pastel                 |                     | modernisme            | Modifica les dades a Wikidata |
|        | dibuix           | Bust masculí (Museu Nacional d'Art de Catalunya, inv 001108-D)                                | Secció de Dibuix (001108-D )                        |         | | 1887                    | Antoni Fabrés i Costa | 28 () cm × 198 () mm ·            | paper llapis                 |                     | modernisme            | Modifica les dades a Wikidata |
|        | dibuix           | Retrat de Glòria Fabrés, filla de l'artista (Museu Nacional d'Art de Catalunya, inv 011767-D) | Secció de Dibuix (011767-D )                        |         | | 1907                    | Antoni Fabrés i Costa | 608 () × 458 () mm ·              | carbonet tinta               |                     | modernisme            | Modifica les dades a Wikidata |
|        | dibuix           | Indi mexicà                                                                                   | Secció de Dibuix (011894-D )                        |         | | 1902 ↔ 1906             | Antoni Fabrés i Costa | 55 () cm × 362 () mm ·            | paper carbonet               |                     | modernisme            | Modifica les dades a Wikidata |
|        | dibuix           | Estudi de nu masculí (Museu Nacional d'Art de Catalunya, inv 011900-D)                        | Secció de Dibuix (011900-D )                        |         | | 1902 ↔ 1906             | Antoni Fabrés i Costa | 665 () × 492 () mm ·              | paper carbonet               |                     | modernisme            | Modifica les dades a Wikidata |
|        | dibuix           | Estudi de nu masculí (Museu Nacional d'Art de Catalunya, inv 011902-D)                        | Secció de Dibuix (011902-D )                        |         | | 1902 ↔ 1906             | Antoni Fabrés i Costa | 569 () mm × 21 () cm ·            | paper carbonet               |                     | modernisme            | Modifica les dades a Wikidata |
|        | dibuix           | Autoretrat (Museu Nacional d'Art de Catalunya, inv 011778-D)                                  | Secció de Dibuix (011778-D )                        |         | | c. 1914                 | Antoni Fabrés i Costa | 50 () × 70 () cm ·                | paper carbonet               |                     | modernisme            | Modifica les dades a Wikidata |
|        | dibuix           | Retrat de Matilde Llaussàs, esposa de l'artista                                               | Secció de Dibuix (011766-D )                        |         | | 1910                    | Antoni Fabrés i Costa | 775 () mm × 58 () cm ·            | paper carbonet guaix         |                     | modernisme            | Modifica les dades a Wikidata |
|        | dibuix           | Retrat del pintor Diego Rivera                                                                | Secció de Dibuix (011820-D )                        |         | | 1902 ↔ 1906             | Antoni Fabrés i Costa | 70 () × 50 () cm ·                | paper carbonet pastel vernís |                     | modernisme            | Modifica les dades a Wikidata |
|        | dibuix           | Retrat de dama                                                                                | Secció de Dibuix (011753-D )                        |         | | 1914                    | Antoni Fabrés i Costa | 65 () × 49 () cm ·                | paper carbonet guix          |                     | modernisme            | Modifica les dades a Wikidata |
|        | dibuix           | Estudi de nu masculí (Museu Nacional d'Art de Catalunya, inv 011832-D)                        | Secció de Dibuix (011832-D )                        |         | | 1902 ↔ 1906             | Antoni Fabrés i Costa | 375 () mm × 55 () cm ·            | paper carbonet               |                     | modernisme            | Modifica les dades a Wikidata |
|        | dibuix           | Estudi de figura masculina (Museu Nacional d'Art de Catalunya, inv 011834-D)                  | Secció de Dibuix (011834-D )                        |         | | 1902 ↔ 1906             | Antoni Fabrés i Costa | 70 () × 50 () cm ·                | paper carbonet               |                     | modernisme            | Modifica les dades a Wikidata |
|        | dibuix           | Retrat de Glòria Fabrés, filla de l'artista (Museu Nacional d'Art de Catalunya, inv 011742-D) | Secció de Dibuix (011742-D )                        |         | | 1914                    | Antoni Fabrés i Costa | 655 () × 485 () mm ·              | paper llapis carbonet tinta  | retrat              | modernisme            | Modifica les dades a Wikidata |
|        | dibuix           | Retrat de dama (Museu Nacional d'Art de Catalunya, inv 011692-D)                              | Secció de Dibuix (011692-D )                        |         | | 1914                    | Antoni Fabrés i Costa | 657 () × 492 () mm ·              | paper llapis carbonet        |                     | modernisme            | Modifica les dades a Wikidata |
|        | dibuix           | Retrat femení (Museu Nacional d'Art de Catalunya, inv 011746-D)                               | Secció de Dibuix (011746-D )                        |         | | 1894                    | Antoni Fabrés i Costa | 42 () cm × 245 () mm ·            | tinta                        |                     | modernisme            | Modifica les dades a Wikidata |
|        | dibuix           | Alabarder                                                                                     | Secció de Dibuix (011827-D )                        |         | | 1894                    | Antoni Fabrés i Costa | 605 () × 465 () mm ·              | paper tinta                  |                     | modernisme            | Modifica les dades a Wikidata |
|        | dibuix           | Retrat del pintor Climent Pujol                                                               | Secció de Dibuix (011752-D )                        |         | | 1894 ↔ 1902             | Antoni Fabrés i Costa | 28 () cm × 194 () mm ·            |                              |                     | modernisme            | Modifica les dades a Wikidata |
|        | dibuix           | Camperola italiana                                                                            | Secció de Dibuix (011754-D )                        |         | | 1914                    | Antoni Fabrés i Costa | 34 () × 23 () cm ·                | paper carbonet guaix         |                     | modernisme            | Modifica les dades a Wikidata |
|        | dibuix           | Retrat femení (Museu Nacional d'Art de Catalunya, inv 011761-D)                               | Secció de Dibuix (011761-D )                        |         | | 1914                    | Antoni Fabrés i Costa | 33 () × 33 () cm ·                | paper carbonet               |                     | modernisme            | Modifica les dades a Wikidata |
|        | dibuix           | Estudi d'home vell                                                                            | Secció de Dibuix (011792-D )                        |         | | 1902 ↔ 1906             | Antoni Fabrés i Costa | 538 () mm × 41 () cm ·            | paper carbonet               |                     | modernisme            | Modifica les dades a Wikidata |
|        | dibuix           | Estudi de nu masculí (Museu Nacional d'Art de Catalunya, inv 011893-D)                        | Secció de Dibuix (011893-D )                        |         | | 1902 ↔ 1906             | Antoni Fabrés i Costa | 527 () mm × 44 () cm ·            | paper carbonet               |                     | modernisme            | Modifica les dades a Wikidata |
|        | dibuix           | Estudi de nu masculí (Museu Nacional d'Art de Catalunya, inv 011906-D)                        | Secció de Dibuix (011906-D )                        |         | | 1902 ↔ 1906             | Antoni Fabrés i Costa | 57 () cm × 295 () mm ·            | paper carbonet               |                     | modernisme            | Modifica les dades a Wikidata |
|        | dibuix           | Camperol italià                                                                               | Secció de Dibuix (011795-D )                        |         | | c. 1909                 | Antoni Fabrés i Costa | 41 () × 27 () cm ·                | paper carbonet sanguina      |                     | modernisme            | Modifica les dades a Wikidata |
|        | dibuix           | Dia d'hivern a París                                                                          | Secció de Dibuix (011773-D )                        |         | | 1894 ↔ 1902             | Antoni Fabrés i Costa | 45 () × 59 () cm ·                | paper carbonet               |                     | modernisme            | Modifica les dades a Wikidata |
|        | dibuix           | Rocca di Papa (Museu Nacional d'Art de Catalunya, inv 011760-D)                               | Secció de Dibuix (011760-D )                        |         | | 1909                    | Antoni Fabrés i Costa | 435 () × 575 () mm ·              | paper llapis                 |                     | modernisme            | Modifica les dades a Wikidata |
|        | dibuix           | A la llotja (estudi per a un quadre)                                                          | Secció de Dibuix (011745-D )                        |         | | dècada del 1880 (<1886) | Antoni Fabrés i Costa | 59 () × 47 () cm ·                | paper tinta                  |                     | modernisme            | Modifica les dades a Wikidata |
|        | dibuix           | Retrat de dama (Museu Nacional d'Art de Catalunya, inv 011750-D)                              | Secció de Dibuix (011750-D )                        |         | | 1901                    | Antoni Fabrés i Costa | 405 () mm × 28 () cm ·            |                              |                     | modernisme            | Modifica les dades a Wikidata |
|        | dibuix           | Retrat masculí (Museu Nacional d'Art de Catalunya, inv 011910-D)                              | Secció de Dibuix (011910-D )                        |         | | 1914                    | Antoni Fabrés i Costa | 34 () × 14 () cm ·                | carbonet                     |                     | modernisme            | Modifica les dades a Wikidata |
|        | dibuix           | Retrat masculí (Museu Nacional d'Art de Catalunya, inv 011751-D)                              | Secció de Dibuix (011751-D )                        |         | | 1910                    | Antoni Fabrés i Costa | 51 () cm × 385 () mm ·            | paper carbonet               |                     | modernisme            | Modifica les dades a Wikidata |
|        | dibuix           | Estudi de caps                                                                                | Secció de Dibuix (011737-D )                        |         | | 1902 ↔ 1906             | Antoni Fabrés i Costa | 60 () × 40 () cm ·                | paper carbonet               |                     | modernisme            | Modifica les dades a Wikidata |
|        | dibuix           | Retrat masculí (Museu Nacional d'Art de Catalunya, inv 011799-D)                              | Secció de Dibuix (011799-D )                        |         | | 1902 ↔ 1906             | Antoni Fabrés i Costa | 505 () × 325 () mm ·              | paper carbonet               |                     | modernisme            | Modifica les dades a Wikidata |
|        | dibuix           | Estudis de soldat del segle XVII i camperol mexicà                                            | Secció de Dibuix (011907-D )                        |         | | 1902 ↔ 1906             | Antoni Fabrés i Costa | 56 () × 40 () cm ·                | paper carbonet               |                     | modernisme            | Modifica les dades a Wikidata |
|        | dibuix           | Pintora                                                                                       | Secció de Dibuix (011771-D )                        |         | | 1914                    | Antoni Fabrés i Costa | 485 () mm × 31 () cm ·            | paper carbonet guaix         |                     | modernisme            | Modifica les dades a Wikidata |
|        | dibuix           | Estudi d'home (Museu Nacional d'Art de Catalunya, inv 011833-D)                               | Secció de Dibuix (011833-D )                        |         | | 1902 ↔ 1906             | Antoni Fabrés i Costa | 365 () × 557 () mm ·              | paper carbonet               |                     | modernisme            | Modifica les dades a Wikidata |
|        | dibuix           | Retrat d'Eulàlia Coromina, àvia de l'esposa de l'artista                                      | Secció de Dibuix (011693-D )                        |         | | 1890                    | Antoni Fabrés i Costa | 578 () × 453 () mm ·              | paper carbonet               |                     | modernisme            | Modifica les dades a Wikidata |
|        | dibuix           | Retrat masculí (Museu Nacional d'Art de Catalunya, inv 011803-D)                              | Secció de Dibuix (011803-D )                        |         | | 1902 ↔ 1906             | Antoni Fabrés i Costa | 535 () mm × 39 () cm ·            | paper carbonet               |                     | modernisme            | Modifica les dades a Wikidata |
|        | dibuix           | Camperol italià (Museu Nacional d'Art de Catalunya, inv 011816-D)                             | Secció de Dibuix (011816-D )                        |         | | 1909                    | Antoni Fabrés i Costa | 495 () × 362 () mm ·              | paper carbonet               |                     | modernisme            | Modifica les dades a Wikidata |
|        | dibuix           | Bust de camperol italià                                                                       | Secció de Dibuix (011909-D )                        |         | | 1909                    | Antoni Fabrés i Costa | 49 () cm × 364 () mm ·            | paper carbonet               |                     | modernisme            | Modifica les dades a Wikidata |
|        | dibuix           | Indi mexicà (Museu Nacional d'Art de Catalunya, inv 011757-D)                                 | Secció de Dibuix (011757-D )                        |         | | 1902 ↔ 1906             | Antoni Fabrés i Costa | 61 () cm × 425 () mm ·            | paper tinta guaix aquarel·la |                     | modernisme            | Modifica les dades a Wikidata |
|        | dibuix           | Índia mexicana                                                                                | Secció de Dibuix (011783-D )                        |         | | 1902 ↔ 1906             | Antoni Fabrés i Costa | 40 () × 55 () cm ·                |                              |                     | modernisme            | Modifica les dades a Wikidata |
|        | dibuix           | Estudi d'home vell (Museu Nacional d'Art de Catalunya, inv 011777-D)                          | Secció de Dibuix (011777-D )                        |         | | 1902 ↔ 1906             | Antoni Fabrés i Costa | 42 () × 58 () cm ·                | paper carbonet               |                     | modernisme            | Modifica les dades a Wikidata |
|        | dibuix           | Retrat masculí (Museu Nacional d'Art de Catalunya, inv 011830-D)                              | Secció de Dibuix (011830-D )                        |         | | 1902 ↔ 1906             | Antoni Fabrés i Costa | 54 () cm × 175 () mm ·            | paper carbonet               |                     | modernisme            | Modifica les dades a Wikidata |
|        | dibuix           | Nu masculí (Museu Nacional d'Art de Catalunya, inv 011743-D)                                  | Secció de Dibuix (011743-D )                        |         | | 1904                    | Antoni Fabrés i Costa | 70 () × 50 () cm ·                | paper carbonet               |                     | modernisme            | Modifica les dades a Wikidata |
|        | dibuix           | Nu masculí (Museu Nacional d'Art de Catalunya, inv 011892-D)                                  | Secció de Dibuix (011892-D )                        |         | | 1902 ↔ 1906             | Antoni Fabrés i Costa | 55 () cm × 359 () mm ·            | paper carbonet               |                     | modernisme            | Modifica les dades a Wikidata |
|        | dibuix           | Nu masculí (Museu Nacional d'Art de Catalunya, inv 011784-D)                                  | Secció de Dibuix (011784-D )                        |         | | 1902 ↔ 1906             | Antoni Fabrés i Costa | 60 () cm × 207 () mm ·            | paper carbonet vernís        |                     | modernisme            | Modifica les dades a Wikidata |
|        | obra escultòrica | Retrat d'un artista mexicà                                                                    | Museu Nacional d'Art de Catalunya (012035-000 )     |         | | 1910                    | Antoni Fabrés i Costa | 41 () cm × 145 () mm × 10 () cm · | guix                         |                     | modernisme            | Modifica les dades a Wikidata |
|        | obra escultòrica | Retrat del pintor Rubén Herrera                                                               | Museu Nacional d'Art de Catalunya (012036-000 )     |         | | 1910                    | Antoni Fabrés i Costa | 43 () × 15 () × 12 () cm ·        | guix                         |                     | modernisme            | Modifica les dades a Wikidata |
|        | pintura          | El regal del sultà                                                                            | Museu Nacional d'Art de Catalunya (011715-000 )     |         | | 1885 ↔ 1886             | Antoni Fabrés i Costa | 29 () × 41,5 () cm ·              | pintura a l'oli taula        | orientalisme        | modernisme            | Modifica les dades a Wikidata |
|        | pintura          | Retrat de Julieta Fabrés, filla de l'artista                                                  | Secció de Dibuix (011694-D )                        |         | | 1905                    | Antoni Fabrés i Costa | 143 () × 67 () cm ·               | paper pastel                 |                     | modernisme            | Modifica les dades a Wikidata |
|        | dibuix           | Estudi de figura femenina (Museu Nacional d'Art de Catalunya, inv 011813-D)                   | Secció de Dibuix (011813-D )                        |         | | 1900 ↔ 1910             | Antoni Fabrés i Costa | 637 () × 326 () mm ·              | paper carbonet tinta vernís  |                     | modernisme            | Modifica les dades a Wikidata |
|        | carta            | Carta inv 177                                                                                 | Casa Museu Lluís Domènech i Montaner (177 )         |         | |                         | Antoni Fabrés i Costa |                                   | paper                        |                     |                       | Modifica les dades a Wikidata |
|        | pintura          | Pope Benedict XV                                                                              | Museu del Prado (P004309 )                          |         | Inv. Museo Arte Moderno. 1954 Registros-Inventarios Museo Nacional de Arte Moderno. 1900-1936 Actas traslado de obras MEAC - Prado. 1971-1973:159 66 F 1012 | 1916                    | Antoni Fabrés i Costa | 60 () × 43 () cm ·                | pintura a l'oli taula        | retrat              |                       | Modifica les dades a Wikidata |
|        | pintura          | L'esclava                                                                                     | Museu del Prado (P006531 AS00065 )                  |         | Registros-Inventarios Museo Nacional de Arte Moderno. 1900-1936 Inv. Museo Arte Moderno. 1954:40F 160                                                       | c. 1886                 | Antoni Fabrés i Costa | 230 () × 138 () cm ·              | pintura a l'oli llenç        |                     |                       | Modifica les dades a Wikidata |
|        | pintura          | Un mercat                                                                                     | Museu del Prado (P008129 )                          |         | Registros-Inventarios Museo Nacional de Arte Moderno. 1900-1936 Inventario actualizado:67-F I001143                                                         | 1925                    | Antoni Fabrés i Costa | 165 () × 105 () cm ·              | pintura a l'oli llenç        |                     |                       | Modifica les dades a Wikidata |
|        | pintura          | Retrat de Miguel Hidalgo                                                                      |                                                     |         | | 1905                    | Antoni Fabrés i Costa |                                   | pintura a l'oli llenç        |                     |                       | Modifica les dades a Wikidata |
|        | pintura          | Un lladre                                                                                     | Museu del Prado (D007473 )                          |         | | 1887                    | Antoni Fabrés i Costa | 138 () × 73 () cm ·               | aquarel·la paper             |                     |                       | Modifica les dades a Wikidata |
|        | pintura          | Breakwater of the port of Barcelona                                                           | Museu Nacional d'Art de Catalunya                   |         | |                         | Antoni Fabrés i Costa |                                   | aquarel·la paper             | marina              |                       | Modifica les dades a Wikidata |
|        | pintura          | Lighting the Lamp                                                                             | No/unknown value                                    |         | |                         | Antoni Fabrés i Costa |                                   |                              |                     |                       | Modifica les dades a Wikidata |
|        | pintura          | Beduinenfürst mit seiner Frau / 'Im Harem'                                                    | Museu Wallraf-Richartz No/unknown value (WRM 2241 ) |         | |                         | Antoni Fabrés i Costa | 87 () × 150 () cm ·               | llenç                        |                     |                       | Modifica les dades a Wikidata |